# Gregor Ebner
Gregor Ebner (Ichenhausen, 24 giugno 1892 – Wolfratshausen, 22 marzo 1974) è stato un poliziotto e medico tedesco membro del RuSHA e capo della sezione medica del Progetto Lebensborn.

## Biografia
Prese parte alla prima guerra mondiale come infermiere. Dopo la fine della guerra come altri veterani, delusi dalla inaspettata sconfitta, che si sentivano emarginati dalla società tedesca del dopoguerra, che si avviava all'istituzione della Repubblica di Weimar, entrò a far parte dell'organizzazione paramilitare di estrema destra dei Freikorps, nati con lo scopo di lottare con ogni mezzo, compreso l'omicidio, contro i comunisti della Lega Spartachista e di far riprendere alla Germania il primato in Europa.
Terminati i suoi studi di medicina nel 1920 esercitò la sua professione nella cittadina di Kirchseeon. Nel 1930 si iscrisse al NSDAP venendo subito nominato capo del distretto bavarese potendo vantare la sua amicizia con l'ex compagno di scuola il gerarca nazista Heinrich Himmler di cui fu medico personale per alcuni anni.

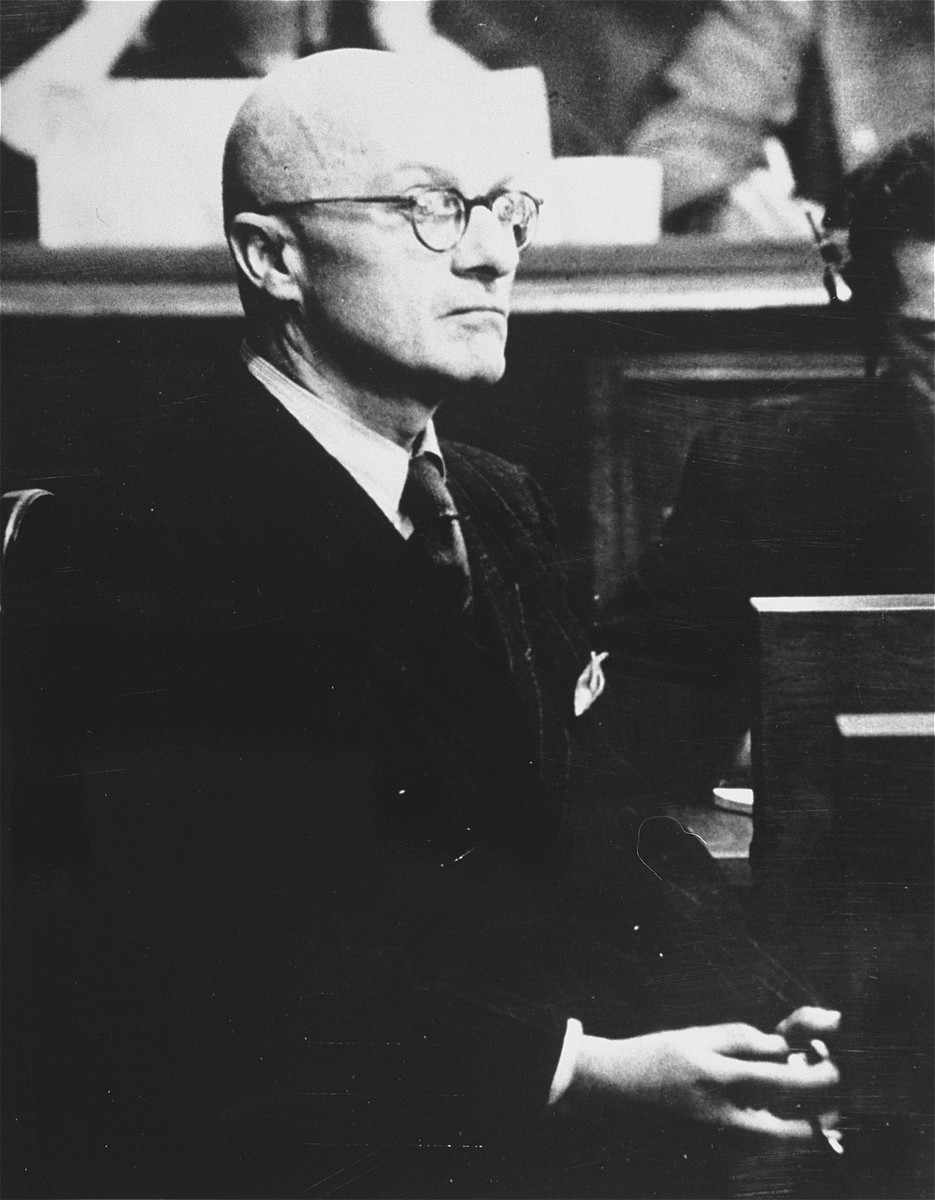
Gregor Ebner al processo di Norimberga

Nel 1931 entrò a far parte delle SS. Ebner, che era considerato un esperto in materia di "igiene razziale", divenne uno speciale SS docente su "problemi di selezione della razza" ricoprendo un ruolo importante nel RuSHA, (SS-Rasse- und Siedlungshauptamt, Ufficio centrale per la razza e le colonie), ente costituito alla fine del 1931 guidato inizialmente dall'SS-Obergruppenführer Richard Walther Darré. Scopo dell'ufficio era quello di accertare la purezza ideologica e razziale di tutti i membri delle SS. L'ufficio era l'autorità principale in materia di genealogia e rilasciava ai membri delle SS certificati di attestazione del lignaggio e permessi di matrimonio.

### Capo della sezione medica del Lebensborn
Il 10 dicembre 1935 a cura di dieci Fuhrern-SS, i cui nomi furono mantenuti strettamenti segreti, venne fondata a Berlino la "Lebensborn e.V." ("Lebensborn società registrata"), società amministrata dal RuSHA in collegamento con diversi uffici per la tutela della madre e del fanciullo. Il 1º gennaio del 1938 la società passò con il nome di "ufficio L" (Amt L (Lebesborn)) sotto il controllo diretto dello Stato maggiore delle SS cioè dello stesso Himmler che, per avere più libertà d'azione, trasferì il centro e gli uffici da Berlino a Monaco, nell'ex sede del Centro comunitario ebraico e nella casa requisita dalle SS a Thomas Mann.
Tra i massimi dirigenti dell'organizzazione vi fu il dottor Gregor Ebner nominato dal 1936 primario della "casa per madri" a Steinhöring e successivamente direttore medico, con il grado di SS Oberfuehrerper, dell'intero programma Lebensborn a cui si dedicò sino alla fine della guerra.
Il Lebensborn era indirizzato inizialmente alle ragazze-madri alle quali, se potevano certificare la loro purezza razziale, offriva la migliore assistenza per il parto in un ambiente protetto con la promessa di sottrarle al giudizio negativo della famiglie e della Chiesa, assicurando loro la massima segretezza. Himmler sperava così di impedire la «degenerazione progressiva della razza germanica» ostacolando gli aborti e le nascite di disabili e persino di far mutare l'opinione comune negativa che si aveva delle ragazze-madri.
Con lo scoppio della seconda guerra mondiale si aprirono per il progetto Lebensborn, sostanzialmente fallito in Germania, nuove prospettive con l'apertura di cliniche nei territori occupati di Norvegia, Paesi Bassi, Belgio e Francia
Il compito affidato sembrò essere sempre quello di convincere ragazze-madri non tedesche, ma dalle caratteristiche razziali di purezza del sangue, a ricorrere all'organizzazione «per nascondere il peccato», partorire anonimamente e poter poi ritornare nei paesi d'origine.
In realtà ora si organizzò un piano criminoso di rapimento di bambini, ritenuti per l'aspetto di razza pura, accennato nell'ordinanza dell'inverno del 1941.

### La "germanizzazione"
Già dal 1940 Gregor Ebner scriveva a Himmler come fosse auspicabile portare in Germania donne norvegesi.
Himmler rispose che «Il trasferimento obbligatorio in Germania delle norvegesi che aspettano un bambino dalle truppe di occupazione tedesca sarebbe un'occasione unica...una nordizzazione della germania meridionale sarebbe più che auspicabile»
Ebner, in realtà pensava che si dovessero trasferire in Germania non solo le norvegesi incinte di soldati tedeschi ma le donne nordiche in genere poiché presentavano caratteristiche razziali migliori delle tedesche, specialmente di quelle della Germania meridionale.
Si attuò invece il sistema più semplice per la germanizzazione: il rapimento di bambini norvegesi trasportati in Germania in ospizi appositi per essere adottati o germanizzati.

### Il processo di Norimberga

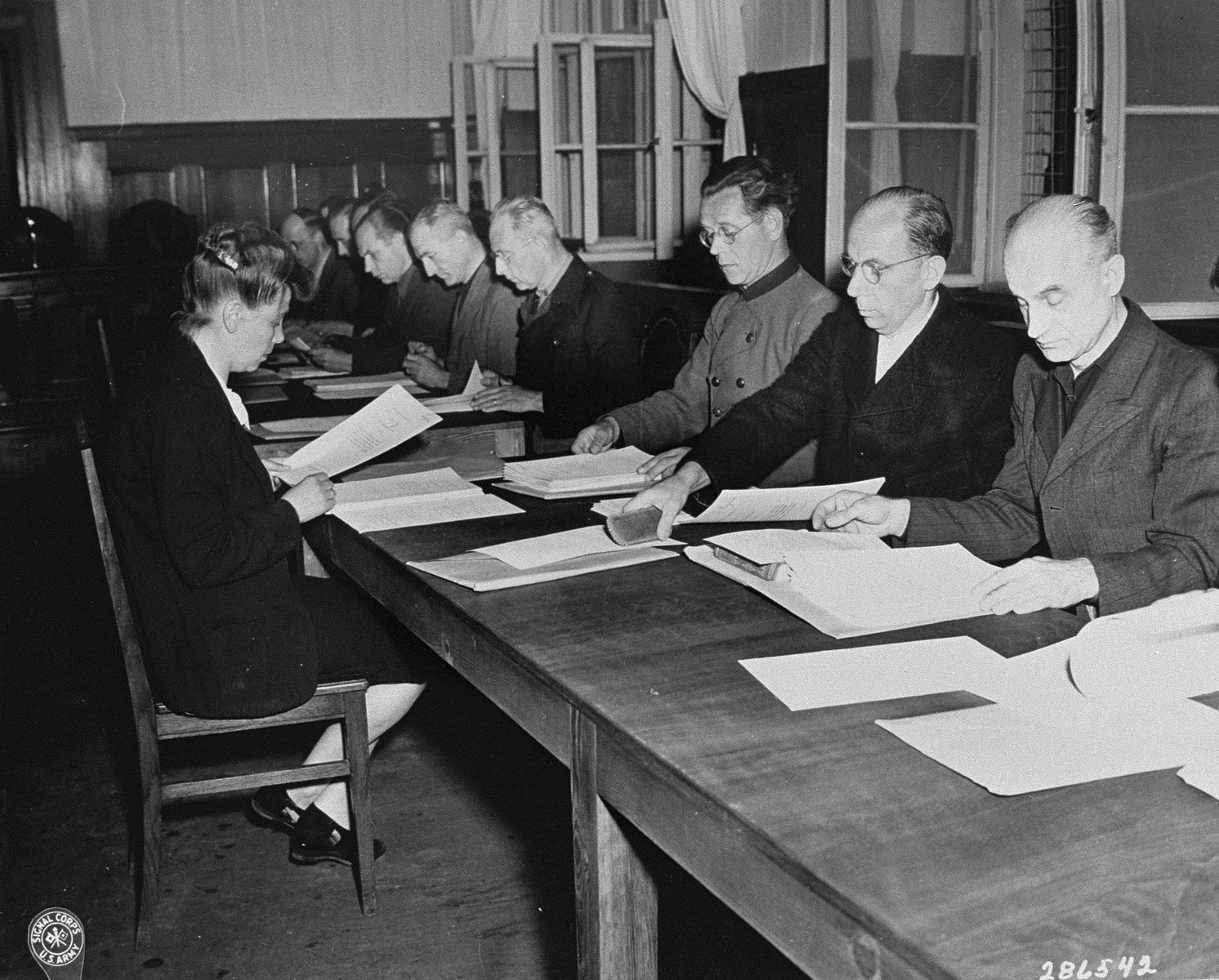
Gli accusati al "processo RuSHA" leggono i capi d'accusa (7 luglio 1947).

Ebner che aveva presieduto la nascita di circa tremila bambini illegittimi e che aveva scelto quali bambini nei territori occupati erano adatti per la "germanizzazione" e quali per i campi di sterminio, fu catturato verso la fine della guerra.
Il 10 ottobre 1947 si aprì a Norimberga il processo contro il RuSHA e il Lebnsborn che durò sino al marzo 1948. Gregor Ebner fu accusato di crimini contro l'umanità, crimini di guerra, e dell'adesione a un'organizzazione criminale. Riconosciuto colpevole per il terzo capo d'imputazione fu condannato a due anni e otto mesi di reclusione.
Tornato libero Ebner continuò la sua professione come medico generico a Wolfratshausen dove morì nel 1974 convinto di aver operato meritoriamente per la salvaguardia della purezza del sangue tedesco.